# Brecht Automobile Company
Brecht Automobile Company war ein US-amerikanischer Hersteller von Automobilen.

## Unternehmensgeschichte
Die Brüder Charles, Frank und Gus Brecht gründeten 1901 das Unternehmen in St. Louis in Missouri. Manager war H. F. Borbein. Sie fertigten Automobile, Kit Cars und Teile. Der Markenname lautete Brecht. Im Oktober 1903 endete die Produktion.
H. F. Borbein & Company setzte die Produktion unter eigenem Namen fort

## Fahrzeuge
Ein Modell war ein Elektroauto. Der Aufbau war ein Runabout.
Daneben gab es mit dem Rushmobile einen Dampfwagen. Ein Zweizylinder-Dampfmotor mit 6 PS Leistung trieb die Fahrzeuge an.
1903 waren auch Fahrzeuge ohne Motor erhältlich. Der Käufer konnte einen Motor seiner Wahl montieren oder montieren lassen. Brecht bot verschiedene Einbaumotoren an.